# Tours FC
Tours Football Club, često nazivan i samo Tours je nogometni klub iz francuskog grada Toursa. Klub je osnovan 1919. godine kao AS Docks-du-Centre, a natječe se u Championnat National 3, u petom razredu francuskog nogometa. Domaće utakmice igraju na stadionu Stade de la Vallée du Cher koji može primiti 16.247 gledatelja.

## Vanjske poveznice
- Službene stranice  Arhivirana inačica izvorne stranice od 22. lipnja 2011. (Wayback Machine)